# Salt Scout
Salt Scout är namnet på scoutverksamheten inom Salt - barn och unga i EFS. Man har vart tredje år sedan 1964 arrangerat riksscoutläger under namnet "Patrullriks".

## Historia
Inom EFS har det länge funnits barn- och ungdomsarbete besläktat med scouting under benämningen FG/PG (flick- och pojkgrupper).
Salt Scout grundades under namnet EFS Scout och som en sektion under KFUK-KFUM:s scoutförbund 1988 och verkade som sådan till 2013 då EFS Scout, genom ett s.k. samverkansavtal, övergick till att vara ett självständigt förbund (samverkansorganisation) under den nya riksscoutorganisationen, Scouterna. 
På Salts årsmöte i Hässleholm 2014 beslöts att namnet skulle ändras till Salt Scout för att förtydliga att man sorterade under Salt och inte EFS. 

### Fotnoter
1. ↑  Salts officiella hemsida: EFS Scout blir Salt Scout 2014-06-04 Läst 2014-08-17